# Frontera entre Nauru i les Illes Marshall
La frontera entre Nauru i les Illes Marshall és una frontera internacional completament marítima a l'oceà Pacífic. Delimita la zona econòmica exclusiva entre els dos països sota la forma d'una línia recta de 165 milles nàutiques fortament orientada nord-oest-sud-est a mig camí entre Nauru i l'atol·ló marshallès d'Ebon, i que s'estén al trifini d'ambdós estats am Kiribati i 200 milles nàutiques des de cada illa. No ha estat objecte de tractat bilateral.